# Inga stenophylla
Inga stenophylla är en ärtväxtart som beskrevs av Paul Carpenter Standley. Inga stenophylla ingår i släktet Inga och familjen ärtväxter. IUCN kategoriserar arten globalt som starkt hotad. Inga underarter finns listade i Catalogue of Life.